# Konz i Konza
Konz i Konza – pierwsza kaseta zespołu 100 TVarzy Grzybiarzy wydana w 2001 roku. Na okładce zawarte zostało logo inicjatywy „Muzyka przeciwko rasizmowi”.

## Lista utworów[2]
| Konz i Konza | Konz i Konza                            | Konz i Konza |
| Nr           | Tytuł utworu                            | Długość      |
| ------------ | --------------------------------------- | ------------ |
| 1.           | „Historia zagubionej czapeczki”         |              |
| 2.           | „Strit Fajter II”                       |              |
| 3.           | „Jan Gielski - pacjent”                 |              |
| 4.           | „Ta?! Dzik”                             |              |
| 5.           | „Kawauek co sie zaczyna w pouowie”      |              |
| 6.           | „Jakakajakajaktaki”                     |              |
| 7.           | „Ballada o Romanie spod ciemny gwiazdy” |              |
| 8.           | „Bambino 7”                             |              |
| 9.           | „?”                                     |              |